# 小川亜希子
小川 亜希子（おがわ あきこ、1978年6月17日 - ）は、日本のフリーアナウンサー、気象予報士。埼玉県北本市出身。
アナウンス・コミュニケーションスクール プリムラ アナウンサーコース講師。

## 来歴
TBSアナウンススクール出身。お茶の水女子大学を卒業後、2001年に北陸放送 (MRO) に入社。
2006年3月いっぱいで北陸放送を退社。クリエイティブ・メディア・エージェンシー（CMA。後のキャスト・プラス、TBSスパークル）所属のフリーアナウンサーになり、同年4月から3年間TBSニュースバードのキャスターを務めた。
在任中の2007年10月、気象予報士試験に合格。2008年7月19日からニュースバードに「小川亜希子の週末たっぷり天気」のコーナーが設けられ、気象予報士デビューをする。このコーナーは、土曜日の午前中に放送されていた。
2009年3月いっぱいでTBSニュースバードのキャスターを降板。同年4月からはe-天気.netのキャスターを務めていた（主に月曜夜に出演）。
2011年4月2日からはNHKラジオ第1放送の番組に出演。『土曜あさいちばん』と『日曜あさいちばん』を担当した後、2013年4月から2015年3月20日まで『ラジオあさいちばん』に隔週ペースで出演した。NHK出演時にはオールウェーブ・アソシエツに所属していた。
2015年春、結婚を機に活動拠点を長崎県へ移す（外部リンク参照）。
2017年10月27日、第1子妊娠が明らかになる。

## 担当番組

### 北陸放送
- 金沢発イブニング・ファイブ - 金曜ニュースキャスター
- 今日も“シャキ”っと - 月曜・火曜担当
- お達者ですか 孫のあきこです。

### フリー転向後
- TBSニュースバード放送番組 - キャスター（2006年4月 - 2009年3月）
- e-天気.net放送番組 - キャスター（2009年4月から数年[要追加記述]）※キャスター出演番組の廃止により降板。
- 土曜・日曜あさいちばん（NHKラジオ第1） - 司会（2011年4月2日 - 2013年3月）
- ラジオあさいちばん（NHKラジオ第1） - 司会（2013年4月 - 2015年3月20日）
- トコトンHappy（長崎文化放送） - サブMC（2015年4月6日 - 2017年11月3日）、お天気担当（2018年4月6日 - 2023年3月17日）※産休のため2017年11月3日 - 2018年3月30日まで降板していた。